# Povlen
Povlen (v srbské cyrilici Повлен) je pohoří v západním Srbsku, které se nachází 30 km jihozápadně od města Valjevo. Tvoří jej několik vrcholů, z nichž nejznámější jsou tři: Mali Povlen (1347 m n. m.), Srednji Povlen (1301 m n. m.) a Veliki Povlen (1271 m n. m.)
Pohoří spadá pod soustavu hor, které se nacházejí blízko města Valjeva a táhne se od jeho západního okraje až do regionu Mačva na hranici s Bosnou a Hercegovinou a údolím řeky Driny. Řetězec začíná horským masivem Maljen, na které se poté napojují Povlen, Jablanik, dále Bobija, Medvednik a následně Sokolska planina, Jagodnja, Boranja a končí v blízkosti města Loznina.
Pohoří není příliš vysoké, jednotlivé hory pokrývají husté lesy, údolí řek a potoků jsou hluboká. Srednji Povlen je jediný holý vrch. U kaňonu Trešnjica žije sup bělohlavý, který se zde vyskytuje na druhém místu v Srbsku hned po kaňonu řeky Uvac. V okolí hor se nacházejí četné pastviny. V blízkosti hor se nacházejí tzv. Taorská zřídla, která jsou oblíbenou turistickou destinací.